# Weißt du eigentlich, wie lieb ich dich hab? (Fernsehserie)
Weißt du eigentlich, wie lieb ich dich hab? (Originaltitel: Guess How Much I Love You) ist eine australisch-deutsche Zeichentrickserie. Die Ausstrahlung startete am 31. August 2012 in den USA auf Disney Junior. Die deutschsprachige Ausstrahlung begann am 28. April 2014 auf KiKA. Die Zielgruppe der Serie sind Kleinkinder bis ins Vorschulalter.
Die Vorlage für die Serie ist das Kinderbuch Weißt du eigentlich, wie lieb ich dich hab? von Sam McBratney und Anita Jeram, das seit der Erstveröffentlichung im Jahr 1994 weltweit über 30 Millionen Mal verkauft wurde.

## Handlung
Die Hauptfiguren der Serie sind der Kleine Hase (im Original Little Nutbrown Hare) und sein Vater, der Große Hase (im Original Big Nutbrown Hare). Die beiden leben in einem Wald, und jeden Tag bricht der Kleine Hase auf, um verschiedene Abenteuer zu erleben und sein Umfeld zu erkunden. Dabei begleiten ihn viele Freunde wie die Kleine Feldmaus, das Kleine Grauhörnchen, die Kleine Rotfüchsin oder der Otter. Am Ende des Tages kommt der Kleine Hase stets zu seinem Vater zurück. Nachdem er ihm über seine Erlebnisse berichtet hat, stellen sich beide die titelgebende Frage: „Weißt du eigentlich, wie lieb ich dich hab?“ und versichern sich daraufhin in fantasievollen Vergleichen, die sich auf das Thema der jeweiligen Folge beziehen, ihre gegenseitige Zuneigung.

## Episoden
In drei Staffeln wurden insgesamt 78 Episoden von Weißt du eigentlich, wie lieb ich dich hab? produziert. Dazu kamen zwei Spezialfolgen: eine Weihnachts- sowie eine Osterfolge.

## Synchronisation
Die deutschsprachige Synchronisation der Serie übernahm die Lavendelfilm GmbH in Potsdam-Babelsberg. Das Dialogbuch verfasste Sabine Régé-Turo, die Dialogregie führte Sebastian Schulz. Die Erzählerin sprach die Schauspielerin Suzanne von Borsody ein.
| Rolle                | Originaler Synchronsprecher | Deutscher Synchronsprecher |
| -------------------- | --------------------------- | -------------------------- |
| Kleiner Hase         | Matthew Jacob Wayne         | Pablo Ribet-Buse           |
| Großer Hase          | Kirk Thornton               | Michael Lott               |
| Blauvogel            | Angelique Perrin            | Antje von der Ahe          |
| Kleine Feldmaus      | Allie Carlton               | Milena Rybiczka            |
| Kleine Weißeule      | Michaela Dean               | Johanna Frosch             |
| Otter                | Nicolas Roye                | Ozan Ünal                  |
| Kleine Rotfüchsin    | –                           | Zalina Sanchez Decke       |
| Kleines Grauhörnchen | Stuart Allan                | Marcus Asmus               |

## Rezeption
Die US-amerikanische Organisation Common Sense Media bewertet Weißt du eigentlich, wie lieb ich dich hab? mit 5 von 5 möglichen Sternen und hebt ausdrücklich die positiven Charaktere und die Botschaften zum Thema Liebe und Freundschaft hervor. Vor allem für Vorschulkinder sei die Serie eine „Inspiration, ihre eigenen Fragen über die Welt und deren Funktion“ zu stellen.
Weißt du eigentlich, wie lieb ich dich hab? erhielt bei den 2. AACTA Awards eine Nominierung in der Kategorie „Best Children’s Television Series“.

## Produktion
Seit den 1990er Jahren versuchten verschiedene Produktionsgesellschaften, die Fernsehrechte an Weißt du eigentlich, wie lieb ich dich hab? zu erwerben, was jedoch über viele Jahre aufgrund von Einsprüchen seitens der Autoren des Kinderbuches nicht gelang. Im Jahr 2007 einigte sich das australische Studio SLR Productions schließlich mit Sam McBratney und Anita Jeram auf die Produktion einer Zeichentrickserie, an der außer SLR Productions auch KiKA, der Hessische Rundfunk und die singapurischen Scrawl Studios beteiligt waren.